# Poll (film)
Pour les articles homonymes, voir Poll.
Pour plus de détails, voir Fiche technique et Distribution.
Poll est un film dramatique germano-estonien de 2010 réalisé par Chris Kraus, et qui a remporté de nombreux prix lors de festivals internationaux.
Lors de sa production, Poll était le film le plus onéreux jamais tourné en Estonie.

## Synopsis
Au début de l'été 1914, une adolescente de 14 ans, Oda, aristocrate russe vivant à Berlin, arrive dans la petite localité de Poll, située au bord de la mer Baltique, accompagnant le corps de sa mère afin de retrouver son père, Ebbo, un médecin excentrique et neuro-scientifique, qui mène d'étranges et mystérieuses expériences et qui habite dans une singulière maison sur pilotis. Aux soldats de l'armée tsariste, il achète des cadavres dont il conserve les cerveaux et les crânes dans des bocaux d'éthanol. Milla, sa tante somnambulique, est impliquée dans une liaison avec le robuste administrateur Mechmershausen alors que son cousin Paul est un jeune cadet de l'armée russe.
Dans la région se côtoient des Allemands, des Russes et des Estoniens, le tout dans une société qui se rapproche de son effondrement. Oda découvre dans une dépendance abandonnée un anarchiste estonien blessé par les troupes tsaristes. Comme il refuse de révéler son nom, elle le nomme Schnaps et, dans un élan romantique, elle le prend en charge, le soigne, le nourrit et l'abrite et ce malgré les risques que cela peut entraîner pour sa famille.

## Fiche technique
- Titre : Poll
- Réalisation : Chris Kraus
- Scénario : Chris Kraus, d'après les Mémoires de Oda Schaefer
- Production : Alexandra Kordes, Meike Kordes
- Musique : Annette Focks
- Caméra : Daniela Knapp (de)
- Montage : Uta Schmidt
- Pays de production : Allemagne, Autriche, Estonie
- Langue originale : allemand
- Durée : 129 minutes
- Production : Bavaria Film
- Dates de sortie :
  - Canada : 16 septembre 2010, au 35e Festival international du film de Toronto
  - Estonie : 17 décembre 2010
  - Allemagne : 3 février 2011
  - Autriche	: 6 mai 2011

## Distribution
- Paula Beer : Oda von Siering
- Edgar Selge : Ebbo von Siering
- Tambet Tuisk : Schnaps
- Jeanette Hain : Milla von Siering
- Richy Müller : Mechmershausen
- Enno Trebs (de) : Paul von Siering

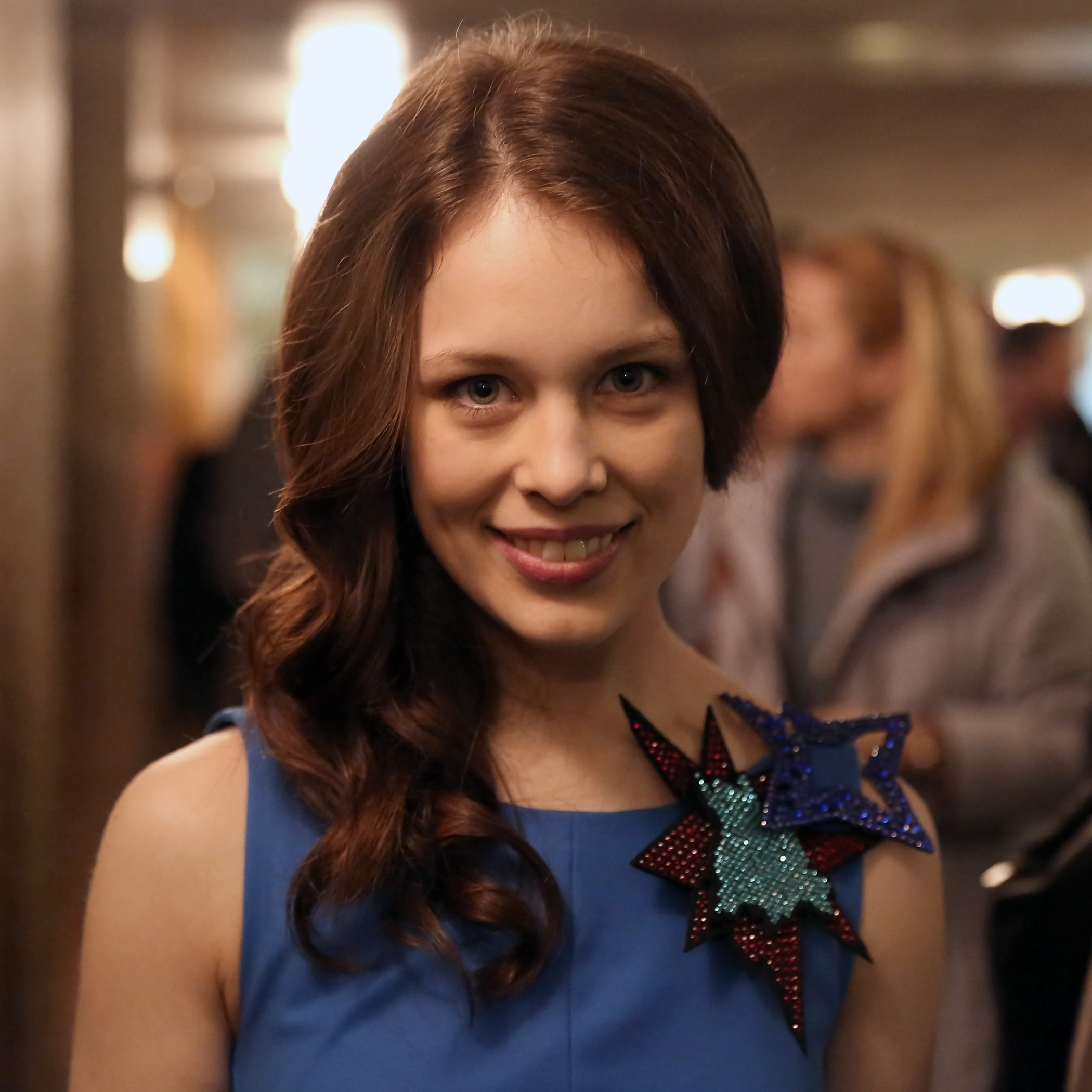
Paula Beer (en 2014).

- Yevgeni Sitokhin : Hauptmann Karpow
- Susi Stach : Gudrun Koskull
- Erwin Steinhauer : Professeur Plötz
- Michael Kreihsl : Professeur Hasenreich

## Contexte
Le scénario du film est vaguement basé sur les Mémoires de l'auteur berlinoise Oda Schaefer (1900-1988), dans lequel elle décrit sa visite lors de sa petite enfance dans la province russe de la Baltique d'Estonie peu de temps avant le déclenchement de la Première Guerre mondiale. L'histoire mouvementée de ce pays est aujourd'hui peu connue. Au Moyen Âge, les Croisés allemands conquièrent de grandes parties de la Baltique, puis la région tombe au début du XXe siècle sous l'hégémonie de l'Empire russe, le gouvernement russe exerçant une pression croissante sur la Baltique allemande. En 1939, les derniers Baltes allemands sont déplacés vers le territoire du Troisième Reich.
Le réalisateur Chris Kraus écrit un chapitre fascinant, presque oublié de l'histoire européenne, dans un contexte d'histoire d'amour d'après le récit de cet écrivain autrefois célèbre, mais aujourd'hui largement oublié.

## Prix et récompenses

### 2010
- Festival international du film de Rome
  - Prix Politeama de Catanzaro : Annette Focks
  - Prix spécial du jury : Chris Kraus
  - Nomination pour le Marc Aurèle d'or : Chris Kraus

### 2011
- Prix Bambi de la meilleure actrice : Jeanette Hain
- Bayerischer Filmpreis
  - Meilleurs décors : Silke Buhr
  - Meilleur acteur : Edgar Selge
  - Meilleur espoir féminin : Paula Beer
- Deutscher Filmpreis
  - Film Award in Gold : Meilleur acteur dans un second rôle : Richy Müller
  - Meilleure photographie : Daniela Knapp
  - Meilleurs décors : Silke Buhr
  - Meilleurs costumes : Gioia Raspé
  - Film Award in Gold (nomination) : Meilleurs maquillages : Susana Sánchez
- 15e Festival du film européen de Bucarest : Grand Prix du public

### 2012
- German Film Critics Association Awards
  - Meilleure photographie : Daniela Knapp
  - Nomination pour le prix du meilleur acteur : Edgar Selge
  - Nomination pour le prix de la meilleure musique : Annette Focks
  - Nomination pour le prix du meilleur montage : Uta Schmidt
- Romy, (Autriche) : nomination pour le prix du meilleur réalisateur : Chris Kraus

## Le village de Poll
Le véritable village de Poll (en finnois : Põlula) n'est pas situé au bord de la Baltique, mais à une distance de quinze kilomètres à l'intérieur des terres.

## À savoir
Le réalisateur Chris Kraus est le petit-neveu de l'auteure Oda Schaefer.